# Georg Kinberg
Jakob Georg Kinberg, född den 20 maj 1875 i Helsingborg, död 3 maj 1950, var en svensk läkare. Han var son till bataljonsveterinär Wilhelm Kinberg och Selma Constance Kinberg f. Kull och bror till psykiatrikern Olof Kinberg. 
Kinberg tillhörde släkten Kinberg från Västergötland. Kinberg avlade studentexamen i Kristianstad 1894, farmacie kandidatexamen 1898 och apotekarexamen 1903. Efter att ha varit apotekselev i Kristianstad tjänstgjorde han på olika apotek 1898-1906. Kinberg blev student vid Uppsala universitet 1905, avlade mediko-filosofisk examen 1906 och idkade studier vid Karolinska institutet i Stockholm från 1907. Han avlade medicine kandidatexamen 1911 och medicine licentiatexamen i Stockholm 1919. Han innehade förordnande som lektor i kemi med mera vid Veterinärinstitutet 1908-11, var läkare vid Medevi brunnslasarett 1913, underläkare vid Långbro sjukhus 1913-16, tillförordnad amanuens vid Allmänna barnbördshuset 1917, tillförordnad underläkare vid Södra barnbördshuset samma år, tillförordnad och extra amanuens vid Serafimerlasarettets medicinska klinik 1918-19, amanuens där 1919-22, underläkare vid Ronneby brunn 1919-22, överläkare vid Åre fjällkuranstalt 1923-42, praktiserande läkare i Stockholm från 1942. Han genomförde en studieresa till Tyskland och Schweiz 1920. Kinberg utgav skrifter som behandlar ämnesomsättning och medicinsk terapi.